# دیوکوسه
دیوکوسه یک گونه کمیاب کوسه است، که اطلاعات کمی از آن در دسترس است و در ژرفای دریا زندگی می‌کند. این کوسه گاهی با نام "سنگوارهٔ زنده" نامیده می‌شود زیرا تنها بازمانده خانواده دیوکوسگان که تبار برخی از آنان به ۱۲۵ میلیون سال پیش برمی‌گردد، می‌باشد. این کوسه با پوزه‌ای کشیده و تخت و آرواره‌ای بسیار برآمده همراه با دندان‌های برجسته و ناخن مانند صورتی، مانند هیچ کوسه دیگری نیست. این کوسه معمولاً هنگامی که بالغ می‌شود به درازای ۳ تا ۴ متر می‌رسد البته می‌تواند به شکل قابل توجهی بزرگتر از این نیز بشود. دیوکوسه در سراسر جهان در کناره فلات قاره‌ها و در آبکوه‌ها و دره‌ها زیر دریایی تا ژرفای ۱۰۰ متر زندگی می‌کنند. البته کوسه‌های بالغ را می‌توان در ژرفای بیشتری نسبت به نوجوانان یافت، این جانور در درازگودال ماریانا نیز دیده شده‌است.
ویژگی‌های ریخت‌شناسی دیوکوسه مانند بدن نرم و شل با باله‌های کوچک نشان می‌دهد که این جانور در طبیعت کند و آهسته رو است. این جانور به شکار ماهی‌های استخوانی، سخت پوستان و سرپایان که همگی در کف آب دریا در ژرفای دریا زندگی می‌کنند می‌پردازد. پوزه بلند و بطری مانند این جانور پالسهای الکتریکی که توسط طعمه‌های نزدیک وی ایجاد می‌شوند را حس می‌کند و می‌تواند با شتاب آرواره خود را باز و بسته کند و طعمه را به دام بیندازد. تعداد بسیار کمی از دیو کوسه‌ها تاکنون توسط ماهیگران آبهای ژرف گرفته شده‌اند. اتحادیه بین‌المللی حفاظت از طبیعت (IUCN) با توجه به پراکنش گسترده آن در سراسر جهان، این گونه را به عنوان گونه‌ای که کمترین نگرانی بابت انقراض آن وجود دارد ارزیابی نموده‌است.